# ペツォッタイト
ペツォッタイト (pezzottaite) とは、2002年にマダガスカルで発見、2003年に認定された新鉱物。名前の由来は、この鉱物の鑑定を行なったフェデリコ・ペツォッタから。なお、認定以前は緑柱石の一種と思われていたこともあり、ラズベリル (raspberyl) と称されていた。

## 成分
化学組成は Cs(Be2Li)Al2Si6O18。緑柱石の変種という位置づけである。セシウムを比較的多く含む数少ない鉱物で、他にセシウムの含有量が多い鉱物はポルックス石がある。

## 産出地
主な産地はマダガスカル。他にアフガニスタン、ミャンマーなど。

## 性質・特徴
モース硬度は8。比重は3.1。特徴的な桃色はマンガンイオンの色中心による彩色である。
比較的インクルージョンが多く、濁りの少ない宝石質の物は少ないとされる。また、チューブインクルージョンのある石の中にはシャトヤンシーを示すものもある。
ペグマタイトから産出する。

## 用途
硬度が十分にあり希少性も高いため、濁りの少ない物はカットされ宝石として扱われる。工業的には十分な産出量がないため、目立った利用はない。